# 突撃!大人の職業体験
『突撃!大人の職業体験』（とつげき! おとなのしょくぎょうたいけん、原題:Dirty Jobs ダーティー・ジョブス）は、アメリカ合衆国のリアリティ番組。ディスカバリーチャンネルにおいて2005年より放送されている。オーストラリア、イギリスで、別のバージョンが放送されている。ホストのマイク・ロウが汚い仕事（Dirty Jobs）を毎回体験する。